# 中山孝親
中山 孝親（なかやま たかちか）は、戦国時代から安土桃山時代にかけての公卿。権大納言・中山康親の子。官位は従一位・准大臣。中山家13代当主。

## 経歴
『公卿補任』に基づく。
- 永正11年（1514年）12月26日 - 叙爵、侍従。
- 永正18年（1521年）2月28日 - 従五位上。
- 大永2年（1522年）3月29日 - 阿波権介を兼ねる。
- 大永4年（1524年）12月30日 - 正五位下。
- 大永5年（1525年）12月14日 - 左近衛少将。
- 大永8年（1528年）6月8日 - 従四位下。
- 享禄2年（1529年）12月23日 - 左近衛中将。
- 天文3年（1534年）7月19日 - 従四位上。
- 天文4年（1535年）12月19日 - 蔵人頭。
- 天文5年（1536年）
  - 1月26日 - 正四位下。
  - 2月21日 - 正四位上。
- 天文7年（1538年）
  - 3月8日 - 出雲権守を兼ねる。
  - 4月28日 - 参議。
- 天文8年（1539年）1月5日 - 従三位。
- 天文9年（1540年）3月24日 - 因幡権守。
- 天文10年（1541年）4月3日 - 因幡権守を辞する。
- 天文11年（1542年）3月10日 - 正三位。
- 天文14年（1545年）
  - 1月5日 - 従二位。
  - 3月15日 - 参議に還任。
  - 3月25日 - 権中納言。
- 天文18年（1549年）
  - 1月5日 - 正二位。
  - 1月9日 - 権大納言。
  - 8月16日 - 神宮伝奏。
- 永禄8年（1565年）
  - 6月 - 神宮伝奏を辞する。
  - 12月20日 - 権大納言を辞する。
- 天正4年（1576年）
  - 6月 - 蟄居。
  - 12月 - 賀茂伝奏。
- 天正6年（1578年）
  - 1月13日 - 従一位、准大臣。
  - 1月16日 - 薨去。

## 系譜
- 父：中山康親
- 母：正親町公兼の娘
- 妻：五辻諸仲の娘
  - 長男[3]：甘露寺熙長（1534-1548） - 甘露寺伊長の養子
  - 男子：中山親綱（1544-1598）
  - 男子：大炊御門経頼（1555-1617）